# Fraser (Colorado)
Fraser é uma cidade  localizada no estado americano de Colorado, no Condado de Grand.

## Demografia
Segundo o censo americano de 2000, a sua população era de 910 habitantes.
Em 2006, foi estimada uma população de 899, um decréscimo de 11 (-1.2%).

## Geografia
De acordo com o United States Census Bureau tem uma área de
4,8 km², dos quais 4,8 km² cobertos por terra e 0,0 km² cobertos por água. Fraser localiza-se a aproximadamente 2759 m acima do nível do mar.

## Localidades na vizinhança
O diagrama seguinte representa as localidades num raio de 24 km ao redor de Fraser.